# Saint-Bertrand-de-Comminges
Saint-Bertrand-de-Comminges ist eine Gemeinde im Département Haute-Garonne der Region Okzitanien im Südwesten Frankreichs. Der Ort liegt am Pyrenäenweg des Jakobsweges.
Der Ort mit seinen 233 Einwohnern (Stand 1. Januar 2022) ist nach dem Bischof Bertrand von Comminges (* 1073; † 1123) benannt.
Saint-Bertrand-de-Comminges ist Mitglied der Vereinigung der schönsten Dörfer Frankreichs.

## Geschichte
Der römische Feldherr Gnaeus Pompeius Magnus (106 bis 48) gründete am heutigen Ort im Jahr 72 vor Christus nach einem Spanienfeldzug eine römische Siedlung – Lugdunum Convenarum –, um den Weg in das Val d’Aran und die Iberische Halbinsel abzusichern. Sie war der Verbannungsort des Herodes Antipas.
Die Siedlung hatte in ihrer Blütezeit etwa 10.000, mit Umland bis zu 30.000 Einwohner. Im Jahr 408 plünderten die Vandalen den Ort. 585 wurde hier der Kronprätendent von Aquitanien Gundowald vom Merowingerkönig Guntram I. gefangen genommen und getötet. Viele Einwohner wurden niedergemetzelt, die Stadt wurde eingeäschert.
Um das Jahr 1120 wurde im Auftrag des Bischofs von Comminges mit dem Bau einer Kathedrale begonnen, um die herum sich eine neue kleine Gemeinde bildete.

## Gegenwart
Die Einwohner von Saint-Bertrand-de-Comminges leben vor allem vom Tourismus und der Landwirtschaft.
Etwa 400 Meter westlich vom Ort befindet sich ein Campingplatz.

## Sehenswürdigkeiten
Im Ort befindet sich auf einer Anhöhe die Notre-Dame de Saint-Bertrand-de-Comminges aus dem 12. Jahrhundert. Die Kirche wurde während der Hugenottenkriege im 16. Jahrhundert schwer zerstört. Aus der Zeit des Neuaufbaus im 16. Jahrhundert stammt das bemerkenswerte Chorgestühl.
Etwa einen Kilometer östlich des Ortes steht die aus dem 12. Jahrhundert stammende und zur Gemeinde Valcabrère gehörende Basilika Saint-Just-de-Valcabrère.
Reste eines römischen Forums, eines Theaters und eines Tempels wurden freigelegt (→ Lugdunum Convenarum).

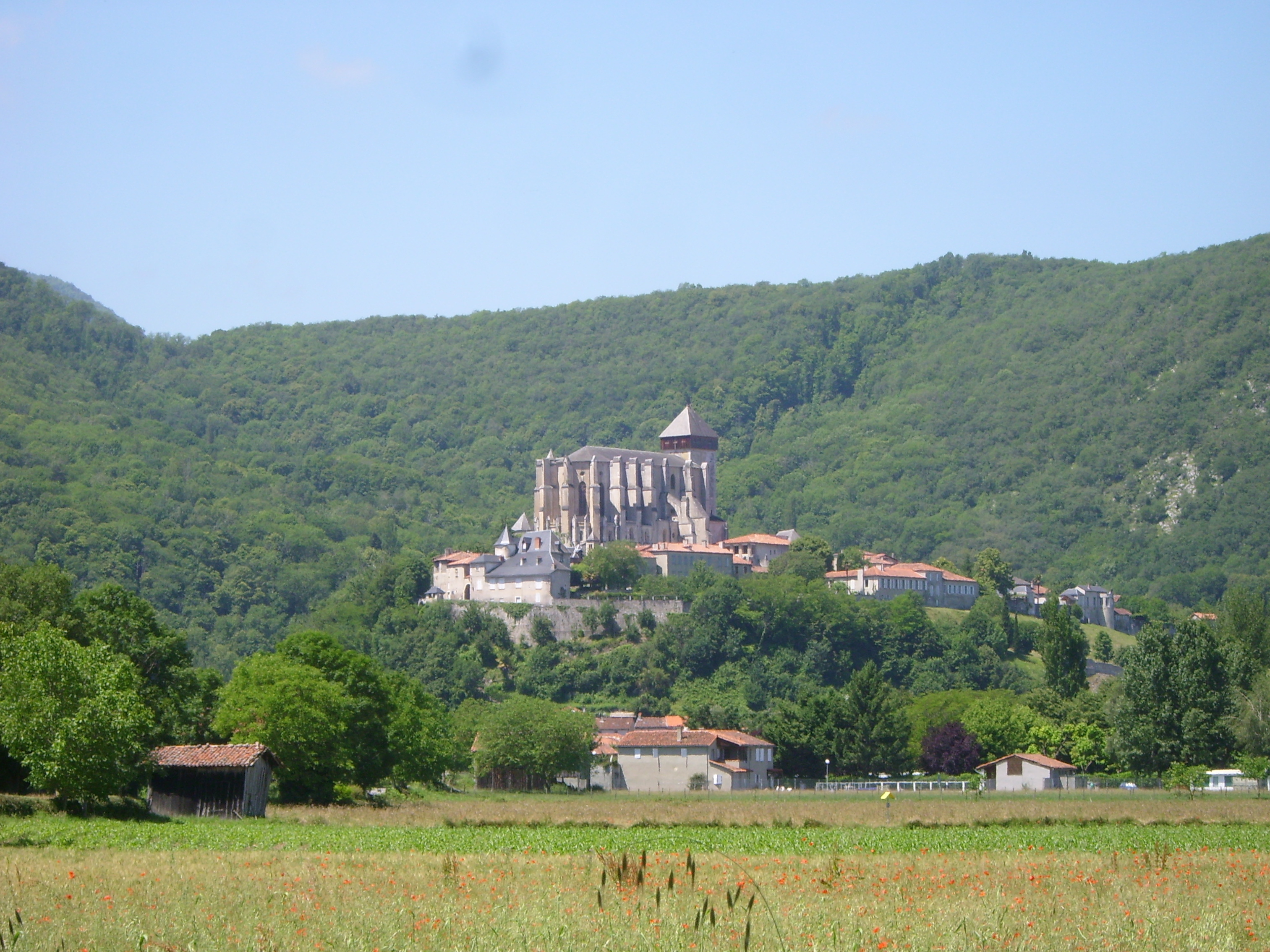
Die Kathedrale Notre-Dame de Saint-Bertrand-de-Comminges
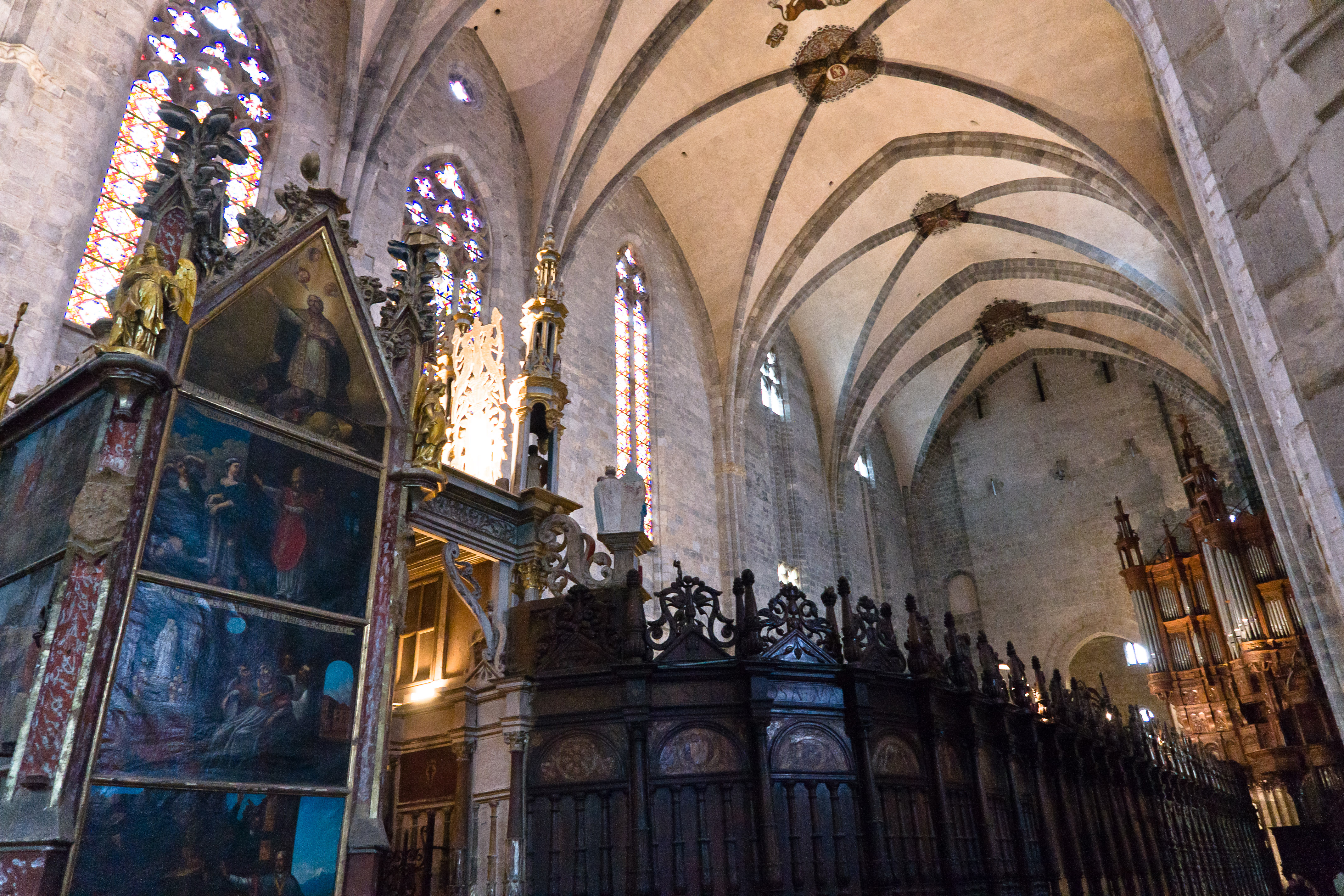
Im Inneren der Kathedrale
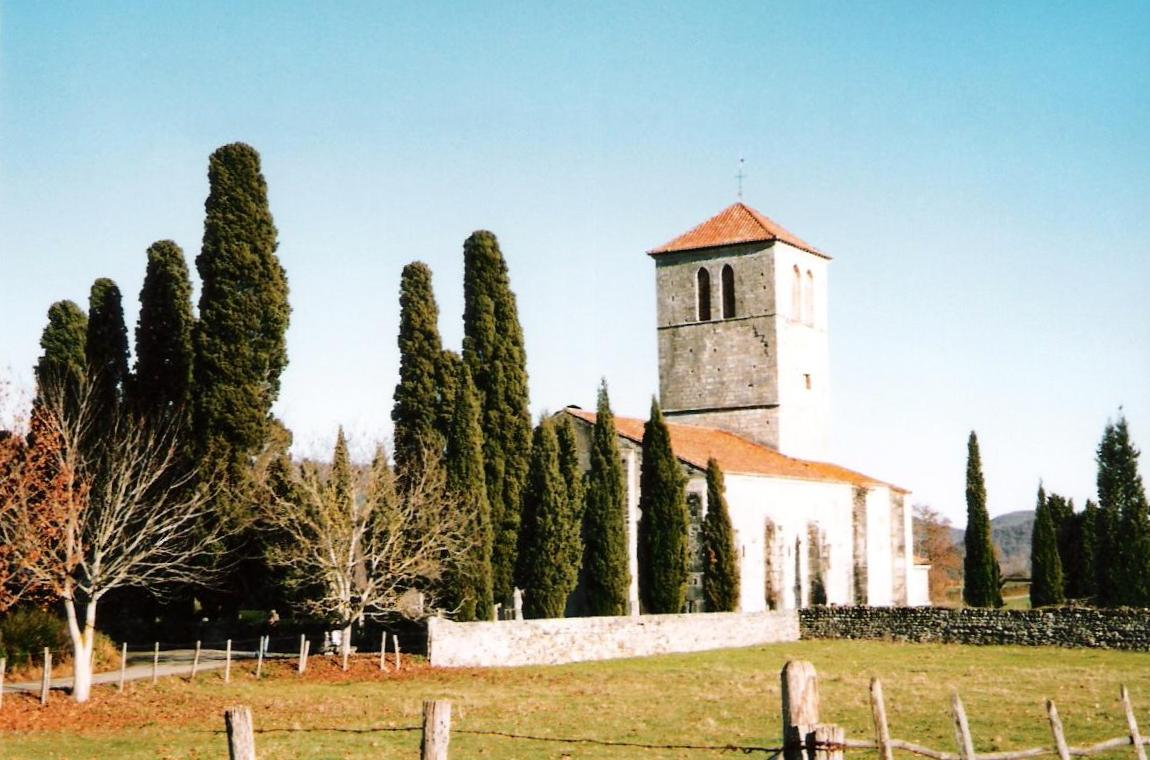
Basilika Saint-Just-de-Valcabrère
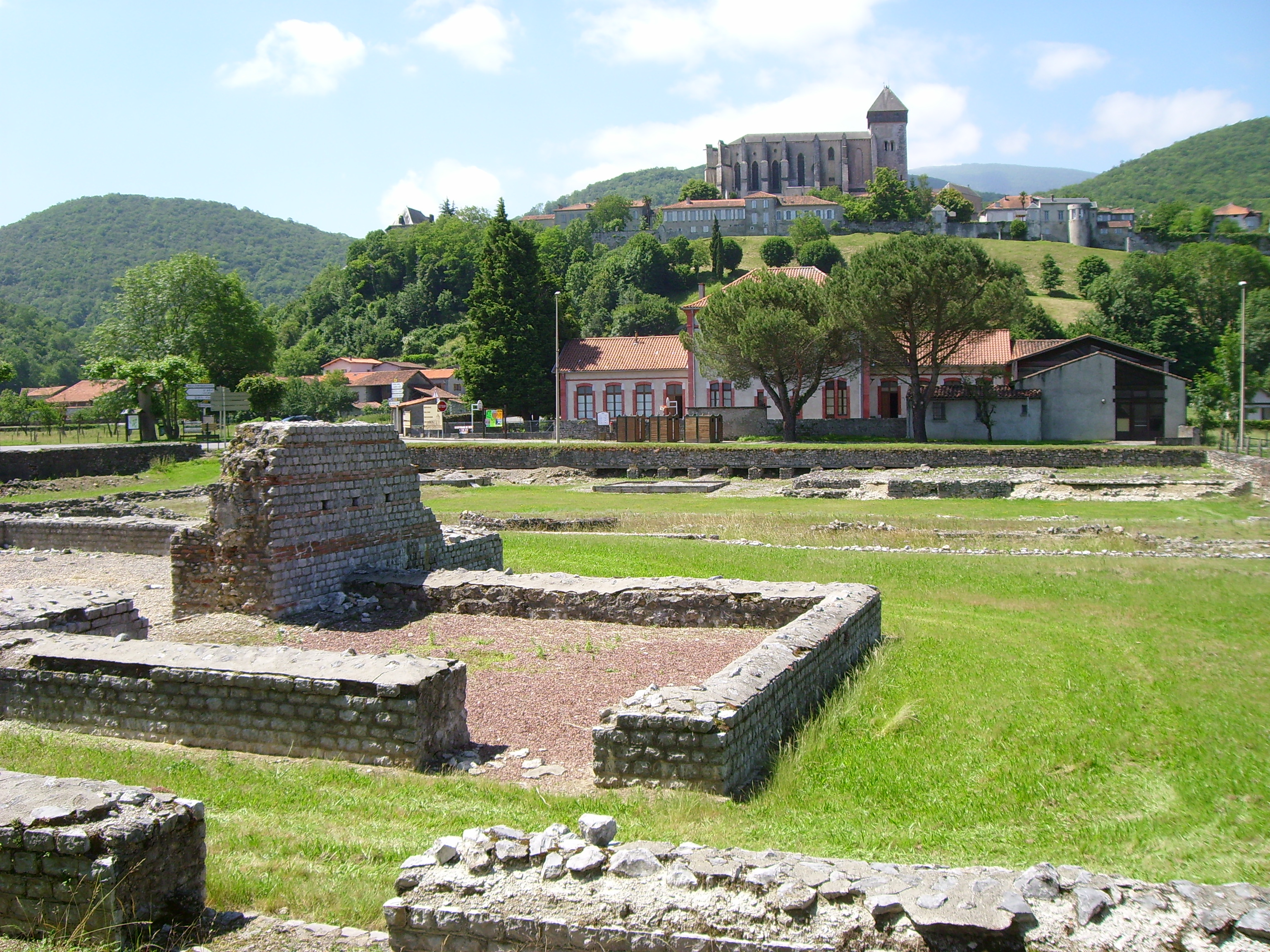
Lugdunum Convenarum, Forum und Thermen